# Gregor III. (Papst)

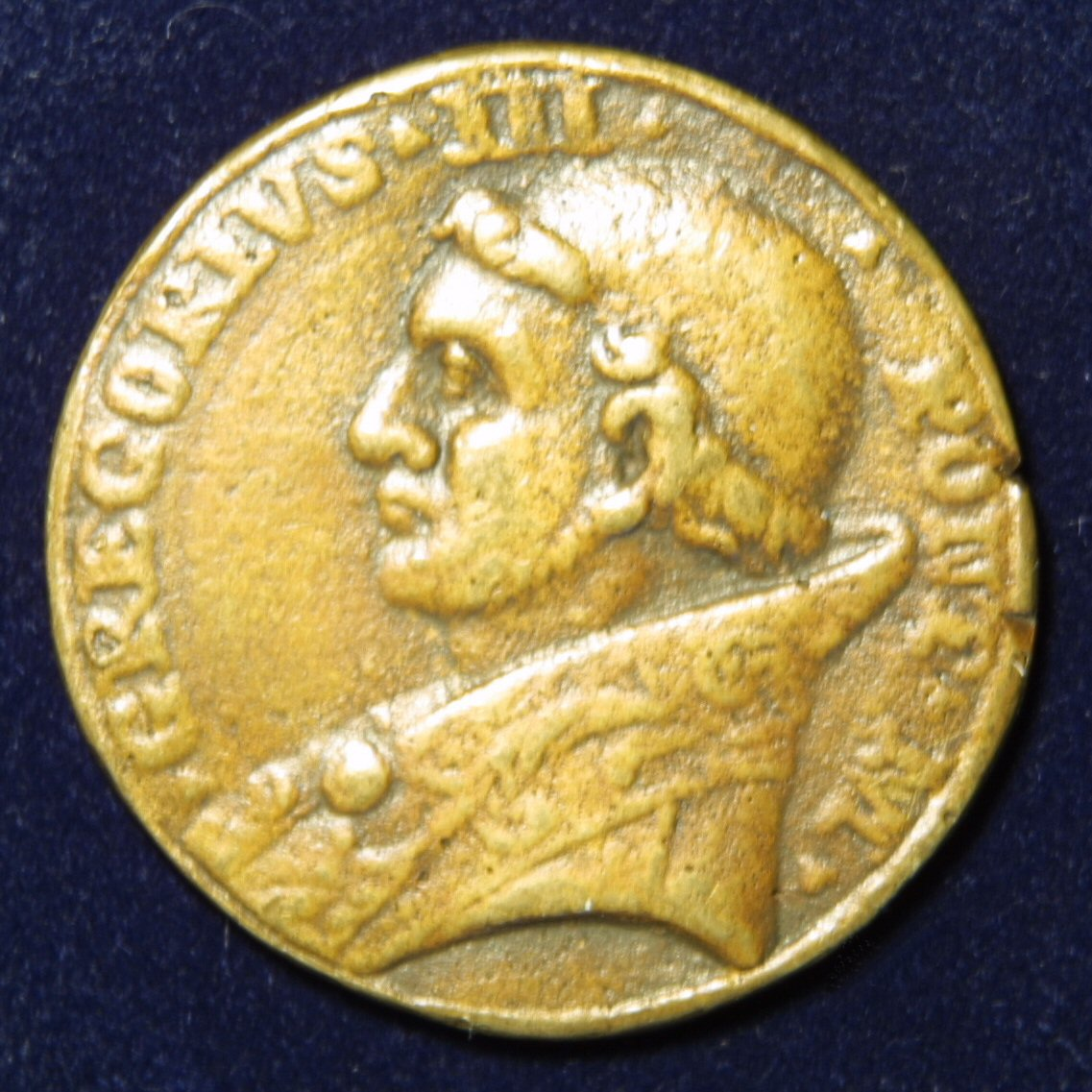
Gregor III. (Papstmedaille des 18. Jahrhunderts)

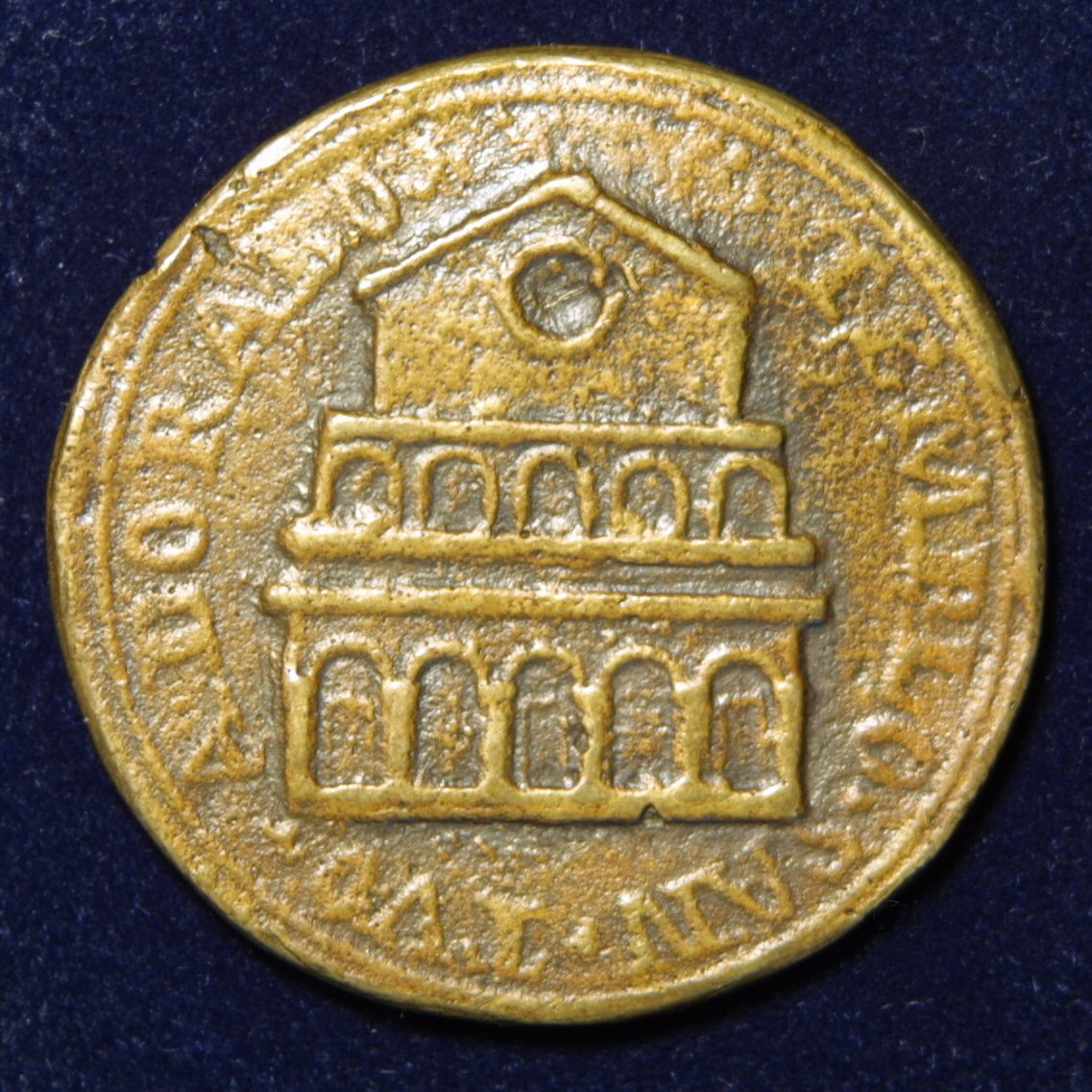
Rückseite der Medaille

Gregor III. († 28. November 741 in Rom) war ein aus Syrien stammender katholischer Geistlicher und von 731 bis 741 Bischof von Rom.

## Leben
Gregor III. war syrischer Herkunft bzw. Sohn eines Syrers namens Johannes. Laut einem Datenbankeintrag auf der Website des Vatikans wurde er selbst auch in Syrien geboren, andere biographische Nachschlagewerke machen hingegen keine Angabe zu seinem Geburtsort. Salvador Miranda vermutet in seinem biographischen Verzeichnis der Kardinäle, dass Gregors Familie infolge der Eroberung der levantinischen Provinzen von Byzanz durch die Araber aus Syrien nach Rom gezogen war. Folgt man der Annahme, dass Gregor selbst in Syrien geboren sei, so wäre er der letzte syrische Papst und bis zur Wahl von Papst Franziskus im Jahr 2013 der letzte gebürtige Nichteuropäer im Papstamt.
Sein Vorgänger Gregor II. ernannte ihn 726 zum Kardinalpriester mit der Titelkirche San Crisogono in Rom. Er wurde während der Begräbnisprozession seines Vorgängers am 11. Februar 731 per Akklamation zum Papst gewählt, aber erst am 18. März 731 geweiht, vermutlich weil er zunächst die Zustimmung des byzantinischen Exarchen von Ravenna einholte. Sein Pontifikat gehört zu den schwierigsten der Kirchengeschichte: Wie schon unter seinem Vorgänger Gregor II. kam es auch unter ihm zu schweren Auseinandersetzungen mit Byzanz. Nachdem er Kaiser Leo III. im Verlauf des byzantinischen Bilderstreites exkommuniziert hatte, wurden die Bistümer Siziliens, Unteritaliens und Illyriens vom Kaiser dem ökumenischen Patriarchat von Konstantinopel eingegliedert. Gregor brach darauf den Kontakt mit Byzanz ab.
Gleichzeitig drangen die Langobarden in Italien weiter vor. Gregor bat daraufhin als erster Papst das Frankenreich um Hilfe, allerdings – und das verschärfte das Problem mit Byzanz – noch ohne Erfolg. Dennoch wurde zu Gregors Zeit die Bindung der Germanen an die katholische Kirche stärker: Bonifatius wurde 732 Erzbischof und 738 päpstlicher Legat für Germanien. Im Jahr 732 untersagte Gregor den Verzehr von Pferdefleisch – vor allem deshalb, weil dies im Allgemeinen als heidnisches Götzenopfer verstanden wurde. Unter seinem Pontifikat wurde an Allerheiligen nicht mehr nur der Märtyrer, sondern aller Heiligen gedacht. Auf den 1. November verlegte das Fest Allerheiligen jedoch erst Gregor IV.
738 weihte er in Rom Burkard, den späteren ersten Bischof von Würzburg, zum Bischof ohne Bischofssitz.

## Gedenktag
Sein katholischer Gedenktag ist der 28. November.